# Incamyia perezi
Incamyia perezi là một loài ruồi trong họ Tachinidae.